# Американская чёрная казарка
Американская чёрная казарка, или американская казарка, или тихоокеанская чёрная казарка (лат. Branta bernicla nigricans) — подвид чёрной казарки, водоплавающей птицы из семейства утиных.

## Описание
Размеры 55—69 см, масса 1,2—2,2 кг, размах крыльев 110—120 см. Тихоокеанская чёрная казарка имеет короткую шею и небольшой клюв. Голова, шея, зоб черные с белым ошейничком под горлом, спина и крылья темно-бурые.

## Распространение
Тихоокеанская чёрная казарка гнездится на приморских материковых тундрах от Хатангского залива и дельты Лены на восток до Анадырского залива. Гнездится также на Новосибирских островах и на острове Врангеля. Также тихоокеанская чёрная казарка распространена на арктических побережьях и островах Северной Америки. Небольшое число птиц зимует в Японии. Тихоокеанская чёрная казарка может образовывать небольшие колонии до 10 и более пар. Казарки очень чувствительны к антропогенному воздействию. Гнездо располагается на сухом месте, среди кочек, на бугорке или склоне, представляет собой ямку с обильной выстилкой из темного дымчато-бурого пуха. В кладке 3—6 охристо-белых яиц.

## Охранный статус
На сегодняшний день в местах его обитания насчитывается около 114 000 птиц и примерно 14 000 ежегодно отстреливаются охотниками. Популяция на 1981 год была 200 000 птиц, а на 1987 год в два раза меньше.